# Skofnung
 (décembre 2019).
Si vous disposez d'ouvrages ou d'articles de référence ou si vous connaissez des sites web de qualité traitant du thème abordé ici, merci de compléter l'article en donnant les références utiles à sa vérifiabilité et en les liant à la section « Notes et références ».

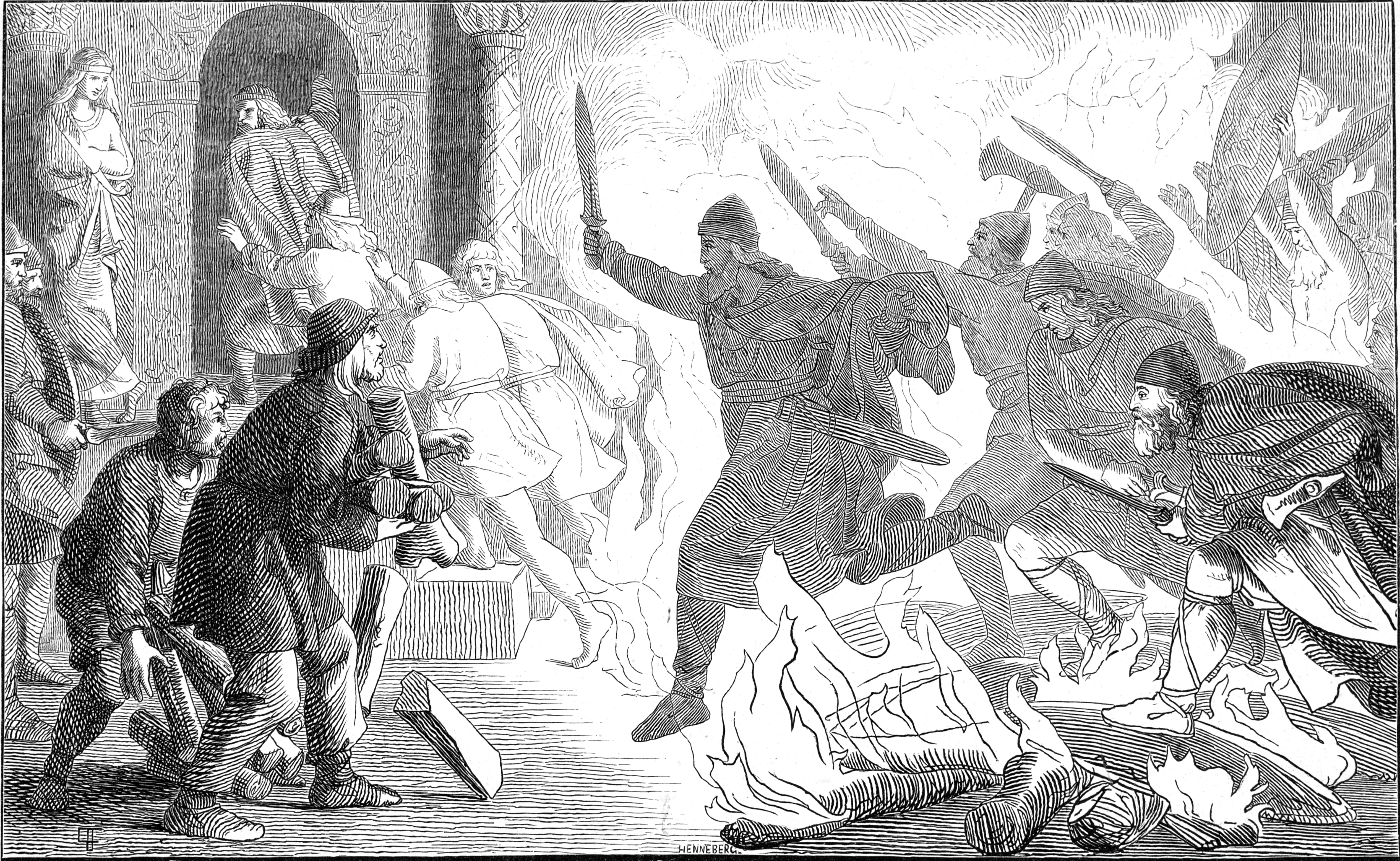
Hrólfr Kraki brandissant (possiblement) Skofnung. Frolich, 1850.

Skofnung est l'épée du légendaire roi danois Hrólfr Kraki. « La meilleure de toutes les épées qui ont été portées dans les pays du Nord », elle est réputée pour son fil et sa dureté surnaturels. On la disait imprégnée des esprits des douze fidèles berserker, gardes du corps du roi. 

## Dans les sagas
Elle apparaît dans une saga qui décrit des événements postérieurs à la mort de Hrólfr, la saga Kormáks (chapitre 9 et 10) : un Islandais, Skeggi de Midfirth, est tiré au sort pour pénétrer dans le tumulus du roi et le piller. Il y trouve l'épée Skofnung (il s'agit d'un motif récurrent de la littérature nordique : ainsi Grettis le Fort s'empare-t-il d'une épée dans une motte funéraire. d'une épée dans un tumulus. 
Dans la saga de Laxdæla, Skofnung arme Eid d'Às. Eid est le fils de Midfjardar-Skeggi, celui qui a pris Skofnung de la tombe de Hrólf Kraki. Lui-même la prête à son parent Thorkel Eyjólfsson pour tuer le hors-la-loi Grim, responsable de la mort du fils d'Eid. Thorkel et Grim combattent, mais les deux deviennent amis, et Thorkel conserve l'épée. 
Puis le navire de Thorkel chavire au large de l'Islande, causant la mort de tous ses passagers. Skofnung, prise dans des pièces de bois, est drossée sur le rivage. C'est Gellir, le fils de Thorkel, qui la récupère. Celui-ci meurt au Danemark au retour d'un pèlerinage à Rome et est enterré à Roskilde. Le fait que la saga rapporte que Gellir avait alors l'épée avec lui et qu'elle n'a pas été récupérée par la suite laisse penser qu'elle est enterrée dans son monticule funéraire. 
Selon Eid d'Ás au chapitre 57 de la saga de Laxdæla, l'épée ne doit pas être tirée en présence de femmes, et le soleil ne doit jamais briller sur sa poignée de l'épée. Ceci est conforme à de nombreuses autres superstitions anciennes, comme celles gravées sur la pierre d'Eggja en Norvège. Eid explique aussi que les blessures faites par Skofnung ne peuvent guérir sauf à être frottées avec la « pierre de Skofnung », qu'Eid donne à Thorkel Eyjólfsson avec l'épée.